# Titini (centurió)
Titini (en llatí Titinius) era un centurió romà de l'exèrcit república de Cassi, present a la batalla de Filipos l'any 42 aC.
Cassi, després de la seva derrota el va enviar a veure com li havia anat a Brut, i con que el centurió no va tornar de seguida, va suposar que Brut havia estat derrotat i es va suïcidar. Quan Titini va tornar es va suïcidar damunt el cos del seu cap, al sentir-se responsable de la seva mort i de la pèrdua de la guerra, ja que Marc Brut havia triomfat i vius els dos encara hagueren pogut resistir. Aquesta història s'explica d'una forma una mica diferent per Appià i Plutarc. Brut va ser derrotat pocs dies després i va morir.